# Арнольд Кегель
Арнольд Генрі Кегель (Arnold Henry Kegel, [ˈkeɪɡəl]; 21 лютого 1894 — 1 березня 1972) — американський лікар-гінеколог, винахідник перинеометра Кегеля (приладу для вимірювання сили добровільних скорочень м'язів тазового дна) та вправ Кегеля (стискання м'язів тазового дна) як засобу нехірургічного лікування нетримання сечі внаслідок слабкості та/або в'ялості м'язів промежини.
Кегель був доцентом кафедри гінекології в Медичній школі імені Кека. Він вперше опублікував свої ідеї в 1948 р. Сьогодні вправи для тазового дна широко застосовуються на початковому етапі лікування стресового нетримання сечі та будь-якого типу нетримання сечі у жінок та випадіння внутрішніх органів у жінок; таке застосування підтверджують систематичні огляди рандомізованих досліджень, зокрема, в Кокранівській бібліотеці.